# Skithingi
Skithingi – drugi długogrający album muzyczny grupy XIV Dark Centuries. W wersji limitowanej zmieniona została okładka. Pierwsza okładka przedstawia osadę w Biskupinie. Wersja limitowana została wydana w nakładzie 1000 sztuk.

## Lista utworów
1. "Südwärts – 01:24
2. "Toringi – 02:44
3. "Louvia – Die Ewigen Wälder – 03:43
4. "Thing – 04:08
5. "Skiltfolk – 03:27
6. "Bardensang – Eschenhain – 01:26
7. "Herzyn Harug – 03:54
8. "Runibergun – 04:05
9. "Silbermährn – 04:09
10. "Ahnenland – 04:32
11. "Bardensang – Balderes Wolon – 01:40
12. "Skithingi – 04:21
13. "Warnenkrieg – 03:48
14. "Hwerenofelda – 03:33